# ماکسیم تسویرنکو
ماکسیم تسویرنکو (اوکراینی: Максим Ігорович Цвіренко؛ زادهٔ ۶ دسامبر ۱۹۹۸) بازیکن فوتبال اهل اوکراین است.